# Кассель, Дева
Дева Кассе́ль (фр. Deva Cassel; род. 12 сентября 2004, Рим, Лацио, Италия) — итальянская модель и актриса, дочь Венсана Касселя и Моники Беллуччи.

## Биография
Дева Кассель родилась в 2004 году и стала первым ребёнком Венсана Касселя и Моники Беллуччи. В 2010 году в этой семье появилась ещё одна дочь, Леони, а в 2013 году Кассель и Беллуччи развелись. В детстве Дева часто жаловалась на излишнее внимание СМИ, из-за которого планировала выбрать непубличную профессию. Тем не менее в 2019 году, в возрасте 14 лет, она всё же начала карьеру модели — подписала рекламный контракт с Dolce & Gabbana и стала представителем парфюмерной линейки марки. Кассель снялась в рекламной кампании для нового аромата, Dolce Shine. В июле 2021 года она появилась вместе с матерью на обложке журнала Vogue Italia, осенью того же года привлекла к себе всеобщее внимание, участвуя в показе Dolce & Gabbana в Венеции.
Специалисты прочат Деве Кассель большое будущее в мире модельного бизнеса: звучат даже мнения, что она может затмить свою мать. В новостях и на обложках глянцевых журналов Дева уже к 2022 году появлялась чаще, чем Беллуччи. Elle France назвал её «новой музой итальянской моды».
Кассель сыграла одну из главных ролей в мини-сериале «Леопард», вышедшем в 2025 году.